# Роман в лесу
«Роман в лесу», в первом русском переводе «Лес, или Сен-Клерское аббатство» (англ. The Romance of the Forest) — готический роман британской писательницы Анны Радклиф, опубликованный в 1791 году.
«Роман в лесу» стал третьей книгой Радклиф и первой, снискавшей успех у публики. Он имел огромную популярность, так что за первые три года вышли четыре издания, а Радклиф начали считать лучшей писательницей своего времени. Критики отмечают, что в романе нет ничего принципиально нового по сравнению с более ранними произведениями того же жанра. Своим успехом он был обязан тому, что его автор очень умело комбинирует все жанровые элементы. Самое важное в повествовании для Радклиф — элементы сверхъестественного и пейзажи.
«Роман в лесу» относят к лучшим образцам готического романа наряду с «Итальянцем» и «Удольфскими тайнами» того же автора